# In and Out of Consciousness: Greatest Hits 1990–2010
Greatest Hits 1990-2010 In and Out of Consciousness es el segundo álbum recopilatorio de grandes éxitos del cantante-cantautor británico Robbie Williams, después de su primera compilación de grandes éxitos Greatest Hits, el cual fue lanzado en 2004. El álbum, que incluye un compilado de 39 canciones fue lanzado el día 11 de octubre en formato CD/DVD y es su último álbum bajo su actual contrato discográfico con EMI. El primer sencillo del álbum se titula "Shame", coescrita e interpretada a dúo con su compañero de Take That Gary Barlow. La canción marca su primera colaboración en 15 años desde que Williams dejó Take That en 1995. La imagen para la portada fue tomada por el fotógrafo Julian Broad (Reality Killed The Video Star y Bodies), en un día de mayo en Malibu, California. 
El álbum luego nos lleva hacia atrás a través de las décadas, con todas las canciones colosales de ocho álbumes en solitario de Robbie estudio en los últimos años (Reality Killed The Video Star, Rudebox, Intensive Care, Escapology, Swing When You're Winning, Sing When You're Winning, I've Been Expecting You y Life Thru A Lens). El álbum se completa con una canción junto a Take That. Y a la final de la semana de ventas de Álbumes en el mundo, se vendió 221 mil discos, dejando como segundo puesto a Lil Wayne con su disco I Am Not A Human Being con una venta de 133 mil.

## Comentario de Rob sobre sus grandes éxitos
Comentario: "Es increíble escuchar el disco y darse cuenta de que ya ha sido 20 años de hacer música y conciertos de juego. Y la gran cosa sobre el álbum es que es no sólo una celebración de mi pasado, sino también un puente hacia el futuro. El hecho de que parte del futuro incluye un nombre de mi pasado hace que sea aún más conmovedor para mí".
Comentario después de su debut como n.°1 en UK: "Estoy muy emocionado por mi noveno álbum en la posición N.º 1. No podía haber mejor momento para mí. Veinte años de carrera y una nueva aventura con Take That. Gracias a todos los fans que me han apoyado durante estos años..."

## Lista de canciones
In and Out of Consciousness: Greatest Hits 1990–2010 está disponible en varios formatos: una edición estándar de dos CD, una edición de lujo de tres y con Lados B, una edición en DVD que incluye los videos musicales de la edición estándar y una «última edición» que incluye los tres CD, los dos DVD y un tercer DVD adicional con una grabación en vivo del concierto de Williams en el Velódromo de Berlín en 2005.
| CD 1 |                                                  | |                               |          |  |
| N.º  | Título                                           | Escritor(es)                                                                                          | Álbum                         | Duración |  |
| 1.   | «Shame» (ft. Gary Barlow)                        | Robbie Williams, Gary Barlow                                                                          | Anteriormente inédito         | 3:59     |  |
| 2.   | «Heart and I»                                    | Williams, Barlow                                                                                      | Anteriormente inédito         | 4:41     |  |
| 3.   | «Morning Sun»                                    | Williams, Danny Spencer, Kelvin Andrews, Richard Scott, Scott Ralph, Don Black                        | Reality Killed The Video Star | 4:06     |  |
| 4.   | «You Know Me»                                    | Williams, Spencer, Andrews, Françoise Hardy                                                           | Reality Killed the Video Star | 4:20     |  |
| 5.   | «Bodies» (radio edit)                            | Williams, Craig Russo, Brandon Christy                                                                | Reality Killed the Video Star | 4:02     |  |
| 6.   | «She's Madonna» (ft. Pet Shop Boys) (radio edit) | Williams, Neil Tennant, Chris Lowe                                                                    | Rudebox                       | 4:00     |  |
| 7.   | «Lovelight»                                      | Lewis Taylor                                                                                          | Rudebox                       | 4:02     |  |
| 8.   | «Rudebox» (radio edit)                           | Williams, Andrews, Spencer, Bill Laswell, Carl Aiken, William Collins, Sly Dunbar, Robbie Shakespeare | Rudebox                       | 3:47     |  |
| 9.   | «Sin Sin Sin» (radio edit)                       | Williams, Stephen Duffy                                                                               | Intensive Care                | 4:03     |  |
| 10.  | «Advertising Space»                              | Williams, Duffy                                                                                       | Intensive Care                | 4:38     |  |
| 11.  | «Make Me Pure» (radio edit)                      | Williams, Duffy, Chris Heath                                                                          | Intensive Care                | 3:48     |  |
| 12.  | «Tripping» (radio edit)                          | Williams, Duffy                                                                                       | Intensive Care                | 4:03     |  |
| 13.  | «Misunderstood»                                  | Williams, Duffy                                                                                       | Greatest Hits                 | 3:59     |  |
| 14.  | «Radio»                                          | Williams, Duffy                                                                                       | Greatest Hits                 | 3:51     |  |
| 15.  | «Sexed Up» (radio edit)                          | Williams, Guy Chambers                                                                                | Escapology                    | 4:10     |  |
| 16.  | «Something Beautiful» (radio edit)               | Williams, Chambers                                                                                    | Escapology                    | 4:01     |  |
| 17.  | «Come Undone» (radio edit)                       | Williams, Boots Ottestad, Ashley Hamilton, Daniel Pierre                                              | Escapology                    | 3:54     |  |
| 18.  | «Feel» (radio edit)                              | Williams, Chambers                                                                                    | Escapology                    | 3:41     |  |
| 19.  | «Mr. Bojangles»                                  | Jerry Jeff Walker                                                                                     | Swing When You're Winning     | 3:18     |  |

| CD 2 |                                         |                                                             |                                           |          |  |
| N.º  | Título                                  | Escritor(es)                                                | Álbum                                     | Duración |  |
| 1.   | «I Will Talk and Hollywood Will Listen» | Williams, Chambers                                          | Swing When You're Winning                 | 3:14     |  |
| 2.   | «Somethin' Stupid» (with Nicole Kidman) | Carson Parks                                                | Swing When You're Winning                 | 2:50     |  |
| 3.   | «The Road to Mandalay» (radio edit)     | Williams, Chambers                                          | Sing When You're Winning                  | 3:18     |  |
| 4.   | «Eternity»                              | Williams, Chambers                                          | Single release                            | 5:00     |  |
| 5.   | «Let Love Be Your Energy» (radio mix)   | Williams, Chambers                                          | Sing When You're Winning                  | 4:04     |  |
| 6.   | «Supreme»                               | Williams, Chambers, Freddie Perren, Dino Fekaris            | Sing When You're Winning                  | 4:15     |  |
| 7.   | «Kids» (ft. Kylie Minogue) (radio edit) | Williams, Chambers                                          | Sing When You're Winning y Light Years    | 4:19     |  |
| 8.   | «Rock DJ»                               | Williams, Chambers, Andrews, Nelson Pigford, Ekundayo Paris | Sing When You're Winning                  | 4:17     |  |
| 9.   | «It's Only Us»                          | Williams, Chambers                                          | I've Been Expecting You (2002 re-release) | 2:51     |  |
| 10.  | «She's the One»                         | Karl Wallinger                                              | I've Been Expecting You                   | 4:19     |  |
| 11.  | «Strong» (radio edit)                   | Williams, Chambers                                          | I've Been Expecting You                   | 4:19     |  |
| 12.  | «No Regrets» (radio edit)               | Williams, Chambers                                          | I've Been Expecting You                   | 4:44     |  |
| 13.  | «Millennium» (radio edit)               | Williams, Chambers, Leslie Bricusse, John Barry             | I've Been Expecting You                   | 3:45     |  |
| 14.  | «Let Me Entertain You»                  | Williams, Chambers                                          | Life Thru a Lens                          | 4:22     |  |
| 15.  | «Angels»                                | Williams, Chambers                                          | Life Thru a Lens                          | 4:27     |  |
| 16.  | «South of the Border»                   | Williams, Chambers                                          | Life Thru a Lens                          | 3:54     |  |
| 17.  | «Lazy Days»                             | Williams, Chambers                                          | Life Thru a Lens                          | 3:54     |  |
| 18.  | «Old Before I Die»                      | Williams, Eric Bazilian, Desmond Child                      | Life Thru a Lens                          | 3:53     |  |
| 19.  | «Freedom»                               | George Michael                                              | Lanzamiento único                         | 4:18     |  |
| 20.  | «Everything Changes» (with Take That)   | Barlow, Mike Ward, Eliot Kennedy, Cary Baylis               | Everything Changes                        | 3:33     |  |

| CD 3: Lados B (solo en las ediciones Deluxe y Ultimate) |                                                                 |                                                                  |                                                                          |          |  |
| N.º                                                     | Título                                                          | Escritor(es)                                                     | Álbum                                                                    | Duración |  |
| 1.                                                      | «Often»                                                         | Gary Nuttall                                                     | Lado B de «Kids»                                                         | 2:47     |  |
| 2.                                                      | «Karaoke Star»                                                  | Williams, Chambers                                               | Lado B de «Kids»                                                         | 4:07     |  |
| 3.                                                      | «Toxic»                                                         | Williams, Chambers                                               | Lado B de «Eternity/The Road to Mandalay»                                | 3:48     |  |
| 4.                                                      | «My Culture» (with 1 Giant Leap & Maxi Jazz)                    | Williams, Maxi Jazz, Jamie Catto, Duncan Bridgeman, Nigel Butler | Apareció como álbum destacado en el álbum debut homónimo de 1 Giant Leap | 5:38     |  |
| 5.                                                      | «Nobody Someday»                                                | Williams, Chambers                                               | Lado B de «Feel»                                                         | 2:53     |  |
| 6.                                                      | «Get a Little High»                                             | Williams, Ottestad                                               | Lado B de «Sexed Up»                                                     | 3:54     |  |
| 7.                                                      | «One Fine Day»                                                  | Williams                                                         | Lado B de «Come Undone»                                                  | 3:35     |  |
| 8.                                                      | «Coffee, Tea and Sympathy»                                      | Williams, Billy Morrison, Glen Ballard                           | Lado B de «Something Beautiful»                                          | 4:35     |  |
| 9.                                                      | «Do Me Now»                                                     | Williams, Ottestad, Morrison                                     | Lado B de «Misunderstood»                                                | 3:17     |  |
| 10.                                                     | «The Postcard»                                                  | Duffy                                                            | Lado B de «Misunderstood»                                                | 3:11     |  |
| 11.                                                     | «Meet the Stars»                                                | Williams, Duffy                                                  | Lado B de «Tripping»                                                     | 4:27     |  |
| 12.                                                     | «Don't Stop Talking»                                            | Williams, Duffy                                                  | Lanzamiento del sencillo en digital                                      | 4:46     |  |
| 13.                                                     | «Don't Say No»                                                  | Williams, Duffy                                                  | Lado B de «Advertising Space»                                            | 4:24     |  |
| 14.                                                     | «Lonestar Rising»                                               | Williams, Andrews, Spencer                                       | Lado B de «Rudebox»                                                      | 3:52     |  |
| 15.                                                     | «Lola»                                                          | Ray Davies                                                       | Grabado para la celebración del 40 aniversario de BBC Radio 1 en 2007    | 4:11     |  |
| 16.                                                     | «The Only One I Know»                                           | John Baker, Martin Blunt, Jon Brookes, Tim Burgess, Rob Collins  | Apareció como artista destacado del álbum Version de Mark Ronson         | 3:57     |  |
| 17.                                                     | «Elastik»                                                       | Andrews, Scott, Spencer                                          | Lado B de «Morning Sun»                                                  | 4:36     |  |
| 18.                                                     | «Long Walk Home»                                                | Martin Page                                                      | Anteriormente inédito                                                    | 5:12     |  |
| 19.                                                     | «Dogs & Birds» (Pista extra solo para descarga digital)         | Kelvin Andrews, Daniel Spencer, Richard Scott                    | Anteriormente inédito                                                    | 4:07     |  |
| 20.                                                     | «Email From a Vampire» (Pista extra solo para descarga digital) | Williams, Spencer, Andrews                                       | Anteriormente inédito                                                    | 3:21     |  |

| DVD 1 |                                     |                  |          |  |
| N.º   | Título                              | Director(s)      | Duración |  |
| 1.    | «Shame» (ft. Gary Barlow)           | Vaughan Arnell   | 3:51     |  |
| 2.    | «Morning Sun»                       | Vaughan Arnell   | 3:46     |  |
| 3.    | «You Know Me»                       | Vaughan Arnell   | 4:22     |  |
| 4.    | «Bodies»                            | Vaughan Arnell   | 4:02     |  |
| 5.    | «She's Madonna» (ft. Pet Shop Boys) | Johan Renck      | 5:42     |  |
| 6.    | «Lovelight»                         | Jake Nava        | 4:00     |  |
| 7.    | «Rudebox»                           | Seb Janiak       | 3:46     |  |
| 8.    | «Sin Sin Sin»                       | Vaughan Arnell   | 4:38     |  |
| 9.    | «Advertising Space»                 | David LaChapelle | 4:38     |  |
| 10.   | «Make Me Pure»                      | Russell Thomas   | 3:54     |  |
| 11.   | «Tripping»                          | Johan Renck      | 4:13     |  |
| 12.   | «Misunderstood»                     | Julian Gibbs     | 5:22     |  |
| 13.   | «Radio»                             | Vaughan Arnell   | 3:49     |  |
| 14.   | «Sexed Up»                          | Jonas Åkerlund   | 4:08     |  |
| 15.   | «Something Beautiful»               | James Tonkin     | 5:32     |  |
| 16.   | «Come Undone»                       | Jonas Åkerlund   | 4:34     |  |
| 17.   | «Feel»                              | Vaughan Arnell   | 4:21     |  |
| 18.   | «Mr. Bojangles»                     | Hamish Hamilton  | 3:35     |  |

| DVD 2 |                                         |                 |          |  |
| N.º   | Título                                  | Director(s)     | Duración |  |
| 1.    | «I Will Talk and Hollywood Will Listen» | Hamish Hamilton | 3:32     |  |
| 2.    | «Somethin' Stupid» (with Nicole Kidman) | Vaughan Arnell  | 3:09     |  |
| 3.    | «The Road to Mandalay»                  | Vaughan Arnell  | 4:08     |  |
| 4.    | «Eternity»                              | Vaughan Arnell  | 4:33     |  |
| 5.    | «Let Love Be Your Energy»               | Olly Reid       | 4:06     |  |
| 6.    | «Supreme»                               | Vaughan Arnell  | 4:23     |  |
| 7.    | «Kids» (ft. Kylie Minogue)              | Simon Hilton    | 4:46     |  |
| 8.    | «Rock DJ»                               | Vaughan Arnell  | 4:14     |  |
| 9.    | «It's Only Us»                          | Simon Hilton    | 3:10     |  |
| 10.   | «She's the One»                         | Dom and Nic     | 5:05     |  |
| 11.   | «Strong»                                | Simon Hilton    | 4:37     |  |
| 12.   | «No Regrets»                            | Pedro Romhanyi  | 5:11     |  |
| 13.   | «Millennium»                            | Vaughan Arnell  | 3:37     |  |
| 14.   | «Let Me Entertain You»                  | Vaughan Arnell  | 3:58     |  |
| 15.   | «Angels»                                | Vaughan Arnell  | 3:56     |  |
| 16.   | «South of the Border»                   | Thomas Q Napper | 3:41     |  |
| 17.   | «Lazy Days»                             | Thomas Q Napper | 3:52     |  |
| 18.   | «Old Before I Die»                      | David Mould     | 3:47     |  |
| 19.   | «Freedom»                               | Hammer & Tongs  | 4:20     |  |
| 20.   | «Everything Changes» (with Take That)   | Gregg Masuak    | 3:36     |  |

| DVD 3 (Última edición solamente) En vivo en el Velódromo, Berlín en 2005 |                       |          |  |
| N.º                                                                      | Título                | Duración |  |
| 1.                                                                       | «Ghosts»              |          |  |
| 2.                                                                       | «Feel»                |          |  |
| 3.                                                                       | «A Place to Crash»    |          |  |
| 4.                                                                       | «Supreme»             |          |  |
| 5.                                                                       | «The Trouble With Me» |          |  |
| 6.                                                                       | «Advertising Space»   |          |  |
| 7.                                                                       | «Spread Your Wings»   |          |  |
| 8.                                                                       | «Angels»              |          |  |
| 9.                                                                       | «Millennium»          |          |  |
| 10.                                                                      | «Come Undone»         |          |  |
| 11.                                                                      | «Sin Sin Sin»         |          |  |
| 12.                                                                      | «Tripping»            |          |  |
| 13.                                                                      | «No Regrets»          |          |  |
| 14.                                                                      | «Rock DJ»             |          |  |
| 15.                                                                      | «Make Me Pure»        |          |  |

## Posicionamiento en listas
| Listas (2010)                            | Mejor posición |
| ---------------------------------------- | -------------- |
| Australia (ARIA)                         | 3              |
| Australia (Ö3 Austria Top 40)            | 1              |
| Alemania (German Charts)                 | 1              |
| Bélgica (Ultratop) (Flandes)             | 4              |
| Bélgica Belgian Albums Chart (Wallonia)  | 2              |
| Croacia Croatian Albums Chart            | 2              |
| Dinamarca (Danish Albums Chart)          | 2              |
| Estados Unidos (European Top 100 Albums) | 1              |
| España (PROMUSICAE)                      | 3              |
| Escocia (Scottish Albums Chart)          | 1              |
| Finlandia (Finnish Charts)               | 16             |
| Grecia (IFPI Grecia)                     | 22             |
| Hungría(Hungarian Albums Chart)          | 9              |
| Italia (FIMI)                            | 3              |
| Irlanda (IRMA)                           | 2              |
| México (AMPROFON)                        | 22             |
| Noruega (Norwegian Albums Chart)         | 25             |
| Nueva Zelanda (RIANZ)                    | 17             |
| Países Bajos (MegaCharts)                | 3              |
| Polonia (ZPAV)                           | 12             |
| Portugal (Portuguese Albums Chart)       | 4              |
| República Checa (Czech Albums Chart)     | 3              |
| Reino Unido (Official Albums Chart)      | 1              |
| Suecia (Swedish Albums Chart)            | 4              |
| Suecia (Swiss Albums Chart)              | 4              |

## Certificaciones
| País (organismo certificador) | Certificaciones |
| ----------------------------- | --------------- |
| Australia (ARIA)              | Oro             |
| Alemania(BVMI)                | Platino         |
| Bélgica (IFPI)                | Oro             |
| Dinamarca (IFPI)              | Oro             |
| Europa (IFPI)                 | Platino         |
| Francia (SNEP)                | Oro             |
| Irlanda (IRMA)                | Oro             |
| Italia (FIMI)                 | Platino         |
| Portugal (AFP)                | Oro             |